# John O’Leary (Politiker, 1894)
John O’Leary (* 1. September 1894 im County Wexford; † 21. Juni 1959) war ein irischer Politiker der Irish Labour Party. Von Juni 1943 bis März 1957 war er Teachta Dála (Abgeordneter) im Dáil Éireann, dem Unterhaus, und von Mai 1957 bis zu seinem Tod im Juni 1959 Mitglied des Seanad Éireann, des Oberhauses des irischen Parlaments (Oireachtas). 

## Leben
O’Leary wurde bei den Wahlen 1943 erstmals im Wahlkreis Wexford in den Dáil gewählt. Wegen Streitigkeiten trat er zur National Labour Party über und wurde auf deren Ticket bei den Wahlen 1944 und 1948 wiedergewählt. Dann kehrte er zu Labour zurück. 
Er wurde 1951 und 1954 wiedergewählt. Erst bei den Wahlen 1957 verlor er seinen Sitz. Er wurde dann über die Verwaltungsliste in den Seanad Éireann gewählt. Er starb im Amt. 